# Neue Kirche (Swedenborgianer)

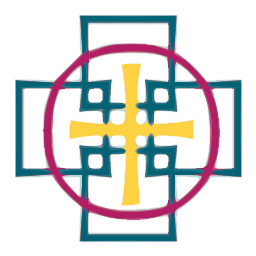
Kreuz der Swedenborgianer und der Neuen Kirche

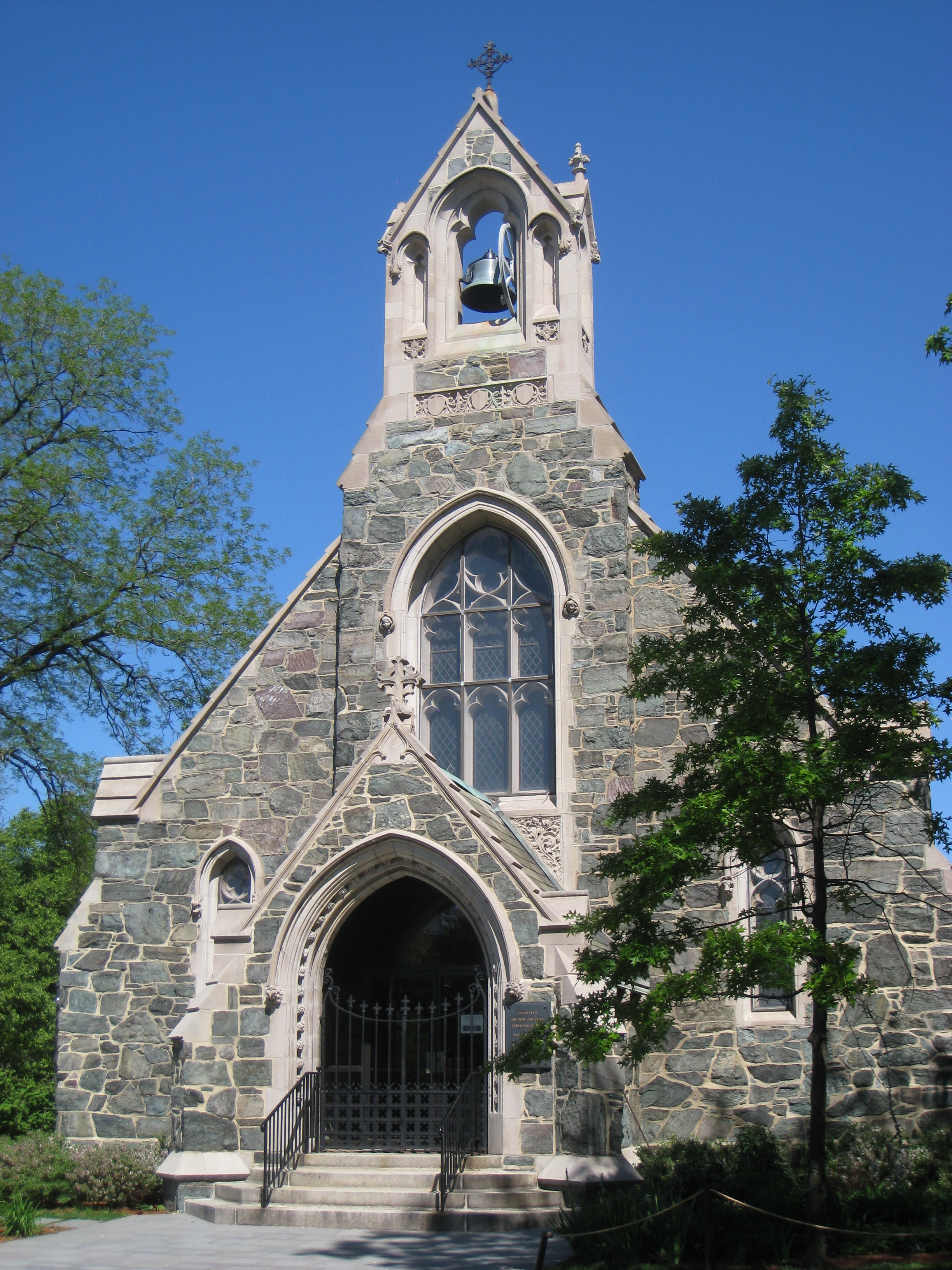
Die Swedenborg Chapel in Cambridge, Massachusetts, USA

Die Neue Kirche oder Kirche des Neuen Jerusalem ist eine christliche Glaubensgemeinschaft und beruft sich auf die Glaubensrichtung des schwedischen Naturphilosophen Emanuel Swedenborg (1688–1772). Ihre Anhänger werden Swedenborgianer genannt.

## Swedenborgs Beitrag zur Neuen Kirche
Swedenborg wollte mit seinen Bibelinterpretationen und weiterführenden Schriften die Kirche und das Christentum erneuern. Er beschreibt eine erste Kirche, die auf intuitiver Erkenntnis beruhte. In späteren Kirchen sei die Gottesliebe und das Erkenntnisvermögen entartet. Mit dem Verlust der wahren inneren Bedeutung des Wortes habe der Opferkult und der Götzendienst begonnen. Später sei das innere Wissen verlorengegangen und es existierten nur noch veräußerlichte Gesetze und Kulte.
Swedenborg selbst gründete keine Kirche, sondern verfasste nur eine erneuerte Lehre, die er als Grundlage einer erneuerten Kirche betrachtete.

## Geschichte der Neuen Kirche
Schon zu Lebzeiten Swedenborgs gerieten seine Anhänger in Konflikt mit der lutherischen Kirche Schwedens, die 1769 durch einen Prozess ein Herstellungs- und Verbreitungsverbot der Schriften Swedenborgs erreichte.
1788 bildete sich im Londoner Vorort Great Eastcheap die erste öffentliche Gemeinde. 1792 entstand in Manchester die Printing and Tract Society, die älteste Missionsvereinigung der Swedenborgianer. 1810 wurde in London die Swedenborg Society gegründet, um die Schriften Swedenborgs zu drucken und zu verbreiten. Einige Werke waren schon von der lateinischen Urschrift ins Englische übersetzt worden. 1821 wurde die Missionary and Tract Society gegründet, die The Swedenborg Magazine herausbrachte. Mitte des 19. Jahrhunderts war die Neue Kirche (engl. New Church) in allen größeren Städten Englands und Schottlands vorhanden. Die Lehre Swedenborgs wurde auch in den britischen Kolonien verbreitet. Dort erfolgte 1792 in Baltimore die erste Gemeindegründung. 1817 wurde in Philadelphia die General Convention of the New Jerusalem gegründet. Von ihr trennte sich 1897 die strengere Richtung der General Church of the New Jerusalem ab.
In Deutschland wurde 1848 die Generalversammlung der Neuen Kirche in Deutschland und in der Schweiz gegründet. Ihr Vorstand war der Tübinger Philosophieprofessor Johann Friedrich Immanuel Tafel (1796–1863). Er war auch Herausgeber des Magazins für die Neue Kirche. 1874 gründete Leonhard Tafel den Schweizerischen Bund der Neuen Kirche. Die Gemeinde in Berlin entstand 1900. Von hier aus wurden Bekenner in weiten Teilen Deutschlands betreut. 1922 schlossen sich die Gemeinden Berlin, Wien und Bochum-Herne zum Deutschen Bund der Neuen Kirche zusammen. Die Gemeinde Berlin wurde am 9. Juni 1941 durch die Gestapo aufgelöst und fand am 26. September 1946 als einzige Gemeinde in Deutschland wieder zusammen. Im November 1952 entstand die Swedenborg-Gesellschaft in Zürich. 1956 wurde die Neue Kirche in Deutschland neu ins Vereinsregister eingetragen.
Die Neue Kirche ist besonders in Großbritannien und den USA sowie in Süd- und Westafrika verbreitet. Einen wichtigen Zuwachs erfuhr sie, als ihr 1960 die Zionskirche in Südafrika geschlossen beitrat. Um 1980 wurde sie auf insgesamt etwa 60.000 Mitglieder geschätzt, davon in den USA etwa 10.000, in Großbritannien 6.700 und in Süd- und Westafrika etwa 11.000. In Cambridge (Massachusetts) unterhält die Neue Kirche eine eigene theologische Schule. Der amerikanischen Organisation unterstehen auch die meisten Gemeinden in Kontinentaleuropa. Auf dem europäischen Kontinent hat die Neue Kirche nur sehr wenige Anhänger. In Deutschland ist seit 1956 das Haus in Berlin Veranstaltungszentrum. Die über das ganze Land verstreut wohnenden Einzelglieder werden vom Pfarrer durch jährlich stattfindende Missionsreisen betreut.

## Lehre
Grundlegend ist das Konzept der Emanation. Die erste Emanation Gottes ist die geistige Sonne, aus deren Wärme und Licht die natürliche Welt entstand. Der geistige Mensch ist in der natürlichen Welt umkleidet von einem materiellen Leib, kann aber in völliger Willensfreiheit seine Seele Gott aufschließen und so mit Gott identisch werden. Im Sündenfall wurde die Liebe zu Gott zur Selbstliebe. Der Mensch hat dennoch die volle Freiheit, dem erblichen Hang zum Bösen zu widerstehen, und bestimmt somit selbst, ob er gut oder böse ist. Deshalb verwirft die Neue Kirche die Lehre von der Erbsünde. In den Kirchen sei die Verbindung des Menschen zu Gott immer mehr verlorengegangen, bis Swedenborg den eigentlichen, geistigen Sinn des Wortes offenbart habe. 
Swedenborgs Werke bestehen zumeist aus Bibelkommentaren, die den geistigen Sinn des Wortlauts der Heiligen Schrift erklären wollen. Christus ist demzufolge nicht ein von Ewigkeit her geborener Sohn Gottes, sondern in ihm ging der eine Gott in das Menschliche ein unter Einschluss der von Maria stammenden bösen Neigungen. Die Lehre von der Trinität ist somit Abfall zu einem Dreigötter-Glauben. Jesus Christus ist Herr, Schöpfer, Erlöser und Wiedergebärer zugleich. Die rechtfertigende Gnade durch das Verdienst Christi gilt als eine Erfindung des Paulus. Christus sei auch nicht mit einem materiellen Leib auferstanden, sondern in einem natürlich-göttlichen und wurde nach seiner Auferstehung nie mit irdischen, sondern nur mit geistigen Augen gesehen. Die Wiedergeburt des Menschen wird vom Herrn durch den Glauben, die Liebe und die eigene Mitwirkung des Menschen realisiert. Diese Wiedergeburt ist jedem Menschen möglich, es gibt keine göttliche Vorherbestimmung. Der Tod ist nur Zerstörung der leiblich-materiellen Hülle. Das Letzte Gericht habe bereits 1757 stattgefunden, als der Herr seinem geistigen Diener Swedenborg den geistigen Sinn des Wortes eröffnete. Damit sei die unvergängliche Neue Kirche des Herrn nach Offenbarung 21 gegründet worden. Himmel und Hölle sind bei Swedenborg ausführlich beschrieben, wobei die Höllenstrafen lediglich darin bestehen, dass die Orgien der Teufel von den sie überwachenden Engeln eingedämmt werden.

## Ritus
Die Taufe wird als ein vom Herrn gestiftetes Sakrament anerkannt und erfolgt üblicherweise als Kindertaufe. Das Abendmahl gilt als geistiges Mahl, das je nach Würdigkeit des Kommunikanten innigste Vereinigung mit dem Herrn bewirkt. In der Regel finden, nach Selbstprüfung und Buße, vier Abendmahlsgottesdienste im Jahr statt. In der Traupraxis wird besonders die geistige Natur der Eheschließung betont. Die Bestattung wird als Auferstehungsfeier begangen, bei der die Seele des Verstorbenen ihre Heimat in der geistigen Welt gefunden habe.